# Subunidade proteica
Subunidade proteica é um dos polipeptídeos constituintes de qualquer proteína cuja estrutura seja quartenária, e composta de dois ou mais polipeptídeos dobrados separadamente, unidos por ligação fracas. A associação quartenária pode ser entre tipos diferentes de polipeptídeo (resultando em um heterodímero), ou entre polipeptídeos idênticos (fazendo um homodímero). A hemoglobina é um exemplo de um heterodímero, composto de duas cópias de cada um dos dois polipeptídeos diferentes.